# Daniel Ruiz García
Daniel Ruiz (Sevilla, 1976) es un escritor, periodista y guionista español.

## Biografía
Daniel Ruiz García compagina su actividad literaria con la actividad periodística y la consultoría de comunicación. Su actividad literaria ha merecido diversos reconocimientos, entre los que se encuentran el Premio de Novela Universidad Politécnica de Madrid 1997, el V Premio de Novela Corta Villa de Oria 2010, el VIII Premio de Novela Onuba o el Premio Tusquets de Novela. Este último lo ganó con La gran ola (2016), una historia centrada en el mundo empresarial (en torno a la imaginaria Monsalves, una fábrica de productos de limpieza en plena expansión).
En Maleza (2018) reunió tres novelas breves ambientadas en un barrio periférico llamado Balseras.
En El calentamiento global (2019), una de las diez novelas del año según los críticos de El Cultural, narró los entresijos de la relación entre una empresa petroquímica y una localidad del litoral español.
En 2021 publicó Amigos para siempre, en la que rinde cuentas con la generación boomer con una historia coral que se desarrolla durante una noche y que reúne a un grupo de amigos entre la cuarentena y la cincuentena.

## Guionista de audiovisuales
Fue coguionista del corto cinematográfico Chatarra, dirigido por el cineasta Rodrigo Rodero, que en 2006 fue preseleccionado para los Óscars de Hollywood en la categoría de cortometrajes. Igualmente, ha sido guionista y director de diversos documentales.

## Obras

### Novelas
- Chatarra (Editorial Calambur, 1998).
- La canción donde ella vive (Calambur, 2009).
- Perrera (dum spiro ediciones, Cadiz, 2009).
- Moro (Eutelequia, 2011).
- La mano (Estancias de Literatura, 2011).
- Tan lejos de Krypton (Onuba, 2012).
- Todo está bien (Tusquets Editores, 2015).
- La gran ola (Tusquets Editores, 2016).
- Maleza (Tusquets Editores, 2018).
- El calentamiento global (Tusquets Editores, 2019).
- Amigos para siempre (Tusquets Editores, 2021).
- Chatarra. Edición conmemorativa 25 aniversario con dibujos del autor. (El Paseo Editorial, 2023).
- Mosturito (Tusquets Editores, 2024).

### Colaboraciones en libros colectivos
- VV. AA.: El descrédito. Viajes narrativos en torno a Louis-Ferdinand Céline. Julio César Álvarez y Vicente Muñoz Álvarez (coordinadores).  Alicante: Ediciones Lupercalia, 2013.
- VV.AA., Viscerales (Ediciones del viento, 2011).
- Coeditor, junto a Patxi Irurzun y David Refoyo de VV.AA., Tiros libres (Ediciones Lupercalia, 2014).
- VV.AA., La vida ahora (Zut Editores, 2015).
- VV.AA., Astronautas en la Isla Mínima (Pálido Fuego, 2016).

### Producción audiovisual
- Coguionista de Chatarra. Cortometraje dirigido por Rodrigo Rodero que obtuvo más de 50 galardones nacionales e internacionales y que fue preseleccionado para los Óscars de Hollywood en la categoría de cortometrajes del año 2006.
- Dir. de 25 años del edificio Helvetia. Documental conmemorativo de los 25 años de construcción del edificio que alberga la sede de la compañía Helvetia en España (“Edificio Previsión”) y que fue diseñado por el arquitecto universal Rafael Moneo.
- Guionista de El agua. Millones de años formando parte de nuestra vida. Cortometraje documental sobre la relación de Andalucía con el río Guadalquivir a través de la Confederación Hidrográfica del Guadalquivir. Guion

## Premios y reconocimientos
- I Premio de Novela Corta de la Universidad Politécnica de Madrid (1998).
- Premio de Novela Corta Villa de Oria (2011)
- Premio Onuba de Novela (2012).
- Premio Tusquets de Novela (2016).